# Justinus von Raesfeld
Justinus von Raesfeld (* im 16. Jahrhundert; † im 16. Jahrhundert) war Domherr in Münster.

## Leben
Justinus von Raesfeld entstammte dem westfälischen Adelsgeschlecht von Raesfeld, aus dem zahlreiche namhafte Persönlichkeiten hervorgegangen sind. Dessen Mitglieder gehörten katholischen Glauben an. 
Die genaue genealogische Zuordnung des Justinus ist nicht möglich. Im November 1564 wurde er Domherr in Münster. In dem Wahldekret des Domdechanten Raban von Hörde vom 23. September 1569 wird Justinus genannt. Über seinen weiteren Lebensweg gibt es keine Informationen.